# Semiothisa hypactinea
Semiothisa hypactinea là một loài bướm đêm trong họ Geometridae.